# Powysia rosealinea
Powysia rosealinea là một loài bướm đêm trong họ Crambidae.